# USS LST-880
O USS LST-880 foi um navio de guerra norte-americano da classe LST que operou durante a Segunda Guerra Mundial.